# Ekaterina Karavelova
Ekaterina Karavelova (en búlgaro: Екатерина Каравелова), (21 de octubre de 1860, Ruse - 1 de abril de 1947, Sofía) fue una educadora, traductora, pacifista y sufragista, que luchó por los derechos de las mujeres búlgaras y trabajó activamente por su educación y desarrollo intelectual. Fue una de las fundadoras en 1901 de la Unión de Mujeres Búlgaras y presidenta por su país de la Liga Liga Internacional de Mujeres por la Paz y la Libertad.

## Biografía
De origen humilde, se graduó en una escuela secundaria femenina en Moscú.Terminados los estudios, trabajó de maestra de secundaria en las escuelas femeninas de Ruse, Plovdiv y Sofia, y como traductora de ruso y francés. 
Como profesora defendió siempre que las mujeres pudiesen estudiar y participó activamente en el debate sobre la educación de las mujeres y el estatus de las maestras. En 1901, cofundó la Unión de Mujeres Búlgaras junto a otras militantes feministas de la época, como Vela Blagoeva, Kina Konova, Julia Malinova y Anna Karima, de la que fue profesora. 
La organización reunió a 27 asociaciones de mujeres locales que se habían establecido en Bulgaria desde 1878. La asociación nació como respuesta a las limitaciones de la educación de las mujeres y su acceso a los estudios universitarios en la década de 1890. Su objetivo era promover el desarrollo intelectual de las mujeres, para lo que organizaban conferencias y utilizaban la publicación Zhenski glas  ("Voz femenina") como herramienta de comunicación.
Ekaterina Karavelova ocupó durante su vida numerosos cargos: fue fundadora de la organización cultural de mujeres Maika, que presidió entre 1899 y 1929; vicepresidenta de la Unión de Mujeres Búlgaras entre 1915 y 1925,  y presidenta de la rama búlgara de la Liga Internacional de Mujeres por la Paz y la Libertad en 1925. Defensora del entendimiento entre los pueblos, la paz y la libertad, escribió en uno de sus artículos  que "las mujeres no quieren la guerra".
Fue también cofundadora de la Asociación Búlgaro-Rumana en 1932 y de la Asociación de Escritores Búlgaros en 1935, de la que llegó a ser presidenta. 
Representó a Bulgaria como delegada en varias conferencias internacionales. En 1935, se opuso a la pena de muerte impuesta a los presos políticos en su país y en 1938 formó parte de una comisión que se opuso al cierre de las escuelas búlgaras en Rumania.

## Traductora y escritora
A su papel de activista, sumó su trabajo de traductora y escritora.Tradujo al búlgaro numerosas obras, entre ellas de escritores rusos como Tolstoy y Dostoyevski, y franceses como Guy de Maupassant, Victor Hugo y Flaubert. Y como autora y editora escribió cerca de cincuenta panfletos y artículos y realizó ediciones búlgaras de clásicos mundiales.  

## Distinciones
Su labor fue reconocida con distintas medallas y honores. Entre ellos, que la Punta Karavelova en la Antártida lleve su nombre por su actividad como "traductora, escritora y activista búlgara".

## Vida privada
Se casó en 1880 con el político Petko Karavelov, quien fue cuatro veces primer ministro de Bulgaria, con el que tuvo dos hijas, Viola y Lora.